# (1910) Михайлов
(1910) Михайлов (лат. Mikhailov) — типичный астероид главного пояса, открыт 8 октября 1972 года советским астрономом Людмилой Журавлёвой в Крымской астрофизической обсерватории и 20 февраля 1976 года назван в честь советского астронома Александра Михайлова.

## Обнаружение и именование
(1910) Михайлов
Открыт 8 октября 1972 года в Научном Л. В. Журавлёвой.
Назван в честь выдающегося советского астронома и гравиметриста Александра Александровича Михайлова — академика, председателя Астрономического совета Академии наук СССР (1939—1962), вице-президента Международного астрономического союза (1946—1948), директора Пулковской обсерватории (1947—1964).
Оригинальный текст (англ.)1910 Mikhailov
Discovered 1972-Oct-08 by Zhuravleva, L. at Nauchnyj.
Named in honor of Aleksandr Aleksandrovich Mikhailov, a prominent Soviet astronomer and gravimetrist, academician, president of the Astronomical Council of the USSS Academy os Sciences (1939—1962), vice-president of the International Astronomical Union (1946—1948), director of the Pulkovo Observatory (1947—1964).
Источники: DISCOVERY.DB; M.P.C. 3937.

## Орбита

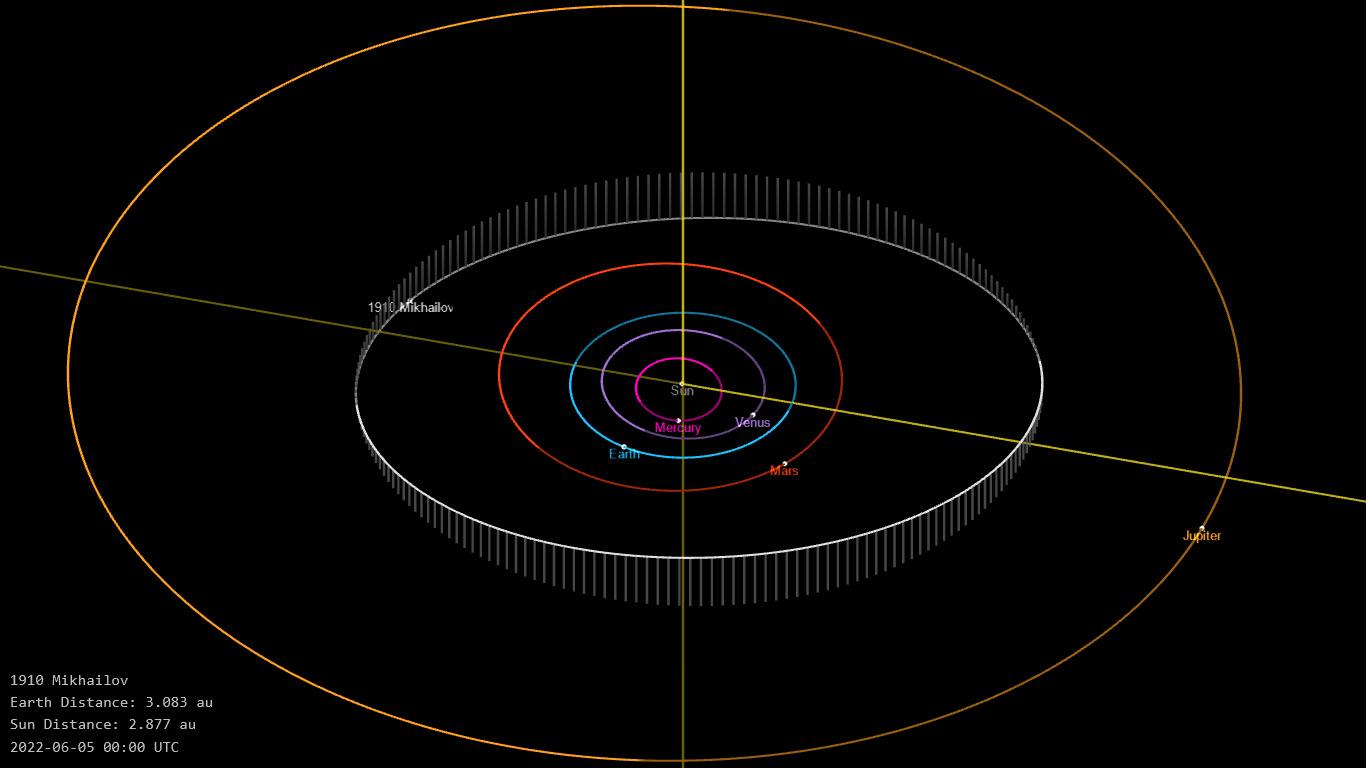
Орбита астероида Михайлов и его положение в Солнечной системе

## Физические характеристики
Астероид относится к таксономическому классу K.
По результатам наблюдений в видимом и ближнем инфракрасном диапазоне космического телескопа NEOWISE и наблюдений в инфракрасном диапазоне спутника Akari диаметр астероида сначала оценивался равным 40,156±0,775 км, позже — 36,56±0,50 км, 31,34±0,53 км, 38,77±12,52 км, 34,89±11,86 км, 33,953±11,27 км, 37,201±0,080 км, 40,24±17,42 км и 33,97±9,08 км, 39,94±17,10 км. Согласно тем же источникам альбедо оценивается как 0,0275±0,0037, 0,072±0,002, 0,050±0,011, 0,03±0,04, 0,03±0,02, 0,0445±0,0542, 0,032±0,007, 0,026±0,037 и 0,036±0,040, 0,025±0,029.